# Rory Keenan
Pour les articles homonymes, voir Keenan.
Rory Keenan, né le 9 juin 1980 à Dublin en Irlande, est un acteur de cinéma et de télévision irlandais.

## Vie personnelle
Rory Keenan est en couple avec l'actrice Gemma Arterton depuis 2017 et s'est marié en toute discrétion en 2019.

## Filmographie

### Cinéma
- 2002 : Le Règne du feu de Rob S. Bowman : Devon
- 2003 : Intermission de John Crowley : Anthony Lowry
- 2004 : Ella au pays enchanté de Tommy O'Haver : Otto
- 2005 : Still Life
- 2006 : Pride and Joy : Rory Lawlor
- 2009 : Zonad de John Carney : Guy Hendrickson
- 2009 : One Hundred Mornings de Conor Horgan : Mark
- 2010 : The Crush de Michael Creagh : Le petit ami
- 2010 : Windows : Terry
- 2011 : L'Irlandais de John Michael McDonagh : Aidan McBride
- 2011 : National Theatre Live: The Kitchen : Kevin
- 2012 : Keys to the City : Paul
- 2012 : Earthbound : Gordon
- 2016 : Grimsby : Agent trop spécial de Louis Leterrier : James Thurbeck
- 2016 : The Young Messiah de Cyrus Nowrasteh : un démon

### Télévision
- 1999 : Aristocrats : George
- 2001-2002 : On Home Ground : Roi Kevin
- 2003 : The Clinic : Michael
- 2005 : Showbands : Keith
- 2011 : Nick Cutter et les Portes du temps : Michael
- 2012 : Birdsong : Brennan
- 2014 : Peaky Blinders : Donal
- 2016 : Guerre et Paix : Bilibin
- 2016 : Lucky Man : Simon
- 2017-2018 : Striking Out : Eric Dunbar
- 2017 : Come Home : Tomlinson
- 2017 : Versailles : Léopold Ier de Habsbourg